# Alfred Liedtke
Alfred Liedtke (* 2. Januar 1877 auf der Pfaueninsel bei Potsdam; † 23. November 1914 in Laon, Frankreich) war ein deutscher Maler, Aquarellist und Lithograf.

## Leben
Alfred Liedtke besuchte zunächst die Kunstschule in Berlin, wo er die Theatermalerei erlernte. Es folgten einige Semester an der Berliner Kunstakademie bei Eugen Bracht. Als Studienkollegen lernte er dort die Maler Hans Hartig, Hans Klohß, Ernst Kolbe, Leonhard Sandrock und Karl Wendel kennen, mit denen er später den Club Berliner Landschafter gründete. In seiner Wohnung in Potsdam, Alte Luisenstraße 61, unterhielt er eine kleine Malschule.
1914 starb er während des Ersten Weltkrieges in Laon in Frankreich an Typhus.

## Werk
Seine Motive fand Alfred Liedtke vorwiegend in der Landschaft und in Städten; oft malte er auch Hafenszenen und Seestücke in impressionistischer Manier. Wie Ernst Kolbe malte er gerne an der Nord- und Ostsee. Möglicherweise waren die befreundeten Maler gemeinsam unterwegs und haben ihre gleichen Motive z. B. in Lübeck und Israelsdorf bei Gothmund zur selben Zeit aus verschiedenen Blickwinkeln gemalt.
1915 fand im Künstlerhaus Berlin, Bellevuestraße 3, eine Gedächtnisausstellung statt. Zahlreiche Werke besitzt das Potsdam Museum, vor allen Dingen mit Motiven aus dem Potsdamer Raum.